# Список графов Барселоны
Граф Барселоны — титул правителей средневекового графства Барселона, существовавшего с 801 года. Первоначально графов назначили франкские императоры, с 843 года — короли Западно-франкского королевства.

## Каролингские графы
- 801—820 : Бера (ум.844), граф Разеса и Конфлана 790—820, граф Барселоны 801—820, граф Жероны, Безалу и Осоны 812—820
- 820—825 : Рампо (ум.825), граф Барселоны, Безалу, Жероны и Осоны с 820
- 826—832 : Бернар I Септиманский (ок. 795—844), маркиз Септимании и граф Нарбонны, Агда, Безье, Мельгей и Нима 828—832, 835—843, граф Барселоны, Безалу, Жероны и Осоны 826—832, 835—844, граф Тулузы 835—842, граф Отёна 830—844
- 832—835 : Беренгер Мудрый (ум.835), граф Тулузы с 816, Палларса и Рибагорсы 816—833, Барселоны, Безалу, Жероны и Осоны с 832, Руссильона и Ампурьяса 832—834
- 836—844 : Бернар I Септиманский (вторично)
- 844—848 : Сунифред (ум.848), граф Урхеля и Серданьи с 834, маркиз Септимании и граф Нарбонны, Агда, Безье, Мельгей, Нима, Барселоны, Безалу, Жероны и Осоны с 844, граф Конфлана
- 848—850 : Гильом Септиманский (826—850), граф Барселоны и Ампурьяса с 848
- 850—852 : Алеран (Аледрам) де Труа (ум.852), граф де Труа с 820, граф Барселоны, Ампурии и Руссильона с 850, маркиз Готии с 849
- 850—852 : Изембарт (815—858) (соправитель), граф Барселоны, Жероны, Ампурьяса и Руссильона 850—852, маркиз Готии 850—852, граф Отёна, Шалона, Дижона и Макона с 853,
- 852—857/858 : Одальрик (ум.859), маркиз Готии и граф Барселоны, Жероны, Ампурьяса и Руссильона 852—857/858
- 857/858—864 : Гумфрид (Онфруа) (ум. после 876), граф Бона 856—863, Отёна, Шалона, Макона (858—863), маркиз Бургундии 858—863, Готии 858—864, граф Барселоны, Руссильона и Нарбонны 857/858 — 864, граф Ампурьяса, Жероны и Безалу 857/858 — 864, граф Тулузы и Руэрга 863—864, Лиможа 862—862, граф в Цюрихгау в 872—876
- 865—878 : Бернар II Готский (ум. ок. 879) — маркиз Готии 865—878, граф Барселоны, Жероны, Русильона, Нарбонны, Агда, Безье, Мельгей и Нима 865—878, граф Пуатье 866—878, граф Отёна 877—878

## Наследственные графы
С конца IX века пост графа Барселоны стал наследственным и закрепился за потомками объединившего большинство каталонских графств Вифреда I Волосатого, возможно происходившего из младшей ветви Беллонидов. С 988 года графы фактически стали независимыми от Франции.

### Барселонская династия
- 878—897 : Вифред I Волосатый (ок.840 — 897), граф Урхеля и Сердани с 870, граф Барселоны и Жероны с 878, граф Осоны с 886, граф Конфлана с 896
- 897—911 : Вифред II Боррель I (ум. 911), граф Барселоны, Жероны и Осоны с 897, сын предыдущего
- 911—947 : Суньер (ум. 950), граф Барселоны и Жероны 911—947, граф Осоны 911—939, 943—947, брат предыдущего
- 947—992 : Боррель II (927—992), граф Барселоны, Жероны и Осоны с 947, граф Урхеля с 948, сын предыдущего
- 947—966 : Миро (ум. 966), граф Барселоны, Жероны и Осоны с 947, брат предыдущего (соправитель брата)
- 992—1017 : Рамон Боррель (972—1017), граф Барселоны, Жероны и Осоны с 992, сын Борреля II (с 986 года — соправитель отца)
992—1057 : Эрмезинда де Комменж (ок.975 — 1058), жена Рамона Бореля (соправительница)
- 1017—1035 : Беренгер Рамон I Горбатый (ок.1006 — 1035), граф Барселоны и Жероны с 1018 и Осоны с 1017, сын предыдущего
- 1035—1076 : Рамон Беренгер I Старый (ок.1023 — 1076), граф Барселоны и Жероны с 1035, Осоны с 1054, Каркассона и Разеса с 1067, сын предыдущего
1052—1071 : Альмодис де Ла Марш (ок.1020 — 1071), жена Рамона Беренгера I (соправительница)
- 1076—1082 : Рамон Беренгер II (1053—1082), граф Барселоны, Жероны, Осоны, Каркассона и Разеса с 1076, сын предыдущего
- 1076—1097 : Беренгер Рамон II Братоубийца (1053—1097), граф Барселоны, Жероны, Осоны, Каркассона и Разеса с 1076, брат предыдущего (до 1086 года — соправитель брата)
- 1097—1131 : Рамон Беренгер III Великий (1082—1131), граф Барселоны и Жероны с 1097, Осоны 1097—1107, 1111—1131, граф Прованса и Жеводана с 1113, граф Сердани с 1117
- 1131—1162 : Рамон Беренгер IV Святой (1114—1162), граф Барселоны, Жероны, Осоны и Серданьи с 1131, регент Арагона и граф Рибагорсы с 1137

## Личная уния с королевством Арагон
В 1162 году Альфонс, сын графа Рамона Беренгера IV объединил в своих руках Барселону и королевство Арагон.

### Барселонская династия
- 1162—1196 : Альфонсо I Целомудренный (1154—1196), король Арагона (Альфонсо II), граф Барселоны, Жероны, Осоны, Безалу и Серданьи с 1162, граф Прованса с 1181, сын Рамона Беренгера IV
- 1196—1213 : Педро I Католик (1177—1213), король Арагона (Педро II), граф Барселоны, Жероны, Осоны, Безалу, Серданьи, Палларс-Хуссы и Рибагорсы с 1196, сеньор Монпелье с 1204, сын предыдущего
- 1213—1276 : Хайме I Завоеватель (1208—1276), король Арагона, граф Барселоны и сеньор Монпелье с 1213, король Мальорки с 1231, Валенсии с 1238, граф Урхеля 1321—1236, сын предыдущего
- 1276—1285 : Педро II Великий (1240—1285), граф Барселоны, король Арагона (Педро III) и Валенсии (Педро I) с 1276, король Сицилии с 1282, сын предыдущего
- 1285—1291 : Альфонсо II Щедрый (1265—1291), граф Барселоны, король Арагона (Альфонсо III) и Валенсии (Альфонсо I) с 1285, король Мальорки (Альфонсо I) с 1286, сын предыдущего
- 1291—1329 : Хайме II Справедливый (1267—1327), король Сицилии (Хайме I) 1285—1296, граф Барселоны, король Арагона и Валенсии с 1291, король Мальорки 1291—1295, король Сардинии (Хайме I) с 1324, брат предыдущего
- 1327—1336 : Альфонсо III Добрый (1299—1336), граф Барселоны, король Арагона (Альфонсо IV), Валенсии (Альфонсо II), Сардинии (Альфонсо I), титулярный король Корсики (Альфонсо I) с 1327, граф Урхеля (Альфонсо I) 1314—1328, сын предыдущего
- 1336—1387 : Педро III Церемонный (1319—1387), граф Барселоны, король Арагона (Педро IV), Валенсии (Педро II), Сардинии (Педро I), титулярный король Корсики (Педро I) с 1336, король Мальорки (Педро I) с 1343, граф Руссильона и Серданьи с 1344, герцог Афин и Неопатрии (Педро I) с 1381, граф Ампурьяса (Педро II) с 1386, сын предыдущего
- 1387—1396 : Хуан I Охотник (1350—1396), граф Барселоны, Русильона и Серданьи, король Арагона, Валенсии, Сардинии, Мальорки, титулярный король Корсики с 1387, герцог Жироны 1351—1387, 1389—1396, сын предыдущего
- 1396—1410 : Мартин I Гуманист (1356—1410), герцог Монблана 1387—1396, граф Барселоны, король Арагона, Валенсии, Мальорки и Сардинии, титулярный король Корсики с 1396, король Сицилии с 1409, граф Ампурьяса 1402, 1407—1410, брат предыдущего

После смерти в 1410 году Мартина I династия угасла.

### Трастамарская династия
После двухлетней гражданской войны и заключения Компромисса Каспе королём Арагона и Сицилии, а также графом Барселоны стал Фердинанд I, брат короля Кастилии Энрике III, приходившийся по женской линии племянником королю Мартина.
- 1412—1416 : Фердинанд (Ферран) I (1380—1416), граф Барселоны, Руссильона и Сердани, король Арагона, Валенсии, Мальорки, Сицилии (Фердинанд III) и Сардинии, титулярный король Корсики, титулярный герцог Афин и Неопатрии с 1412, регент Кастилии с 1406
- 1416—1458 : Альфонсо IV Великодушный (1396—1458), принц Жироны 1412—1416, граф Барселоны, король Арагона (Альфонсо V), Валенсии (Альфонсо III), Сицилии (Альфонсо I), Мальорки (Альфонсо II), Сардинии (Альфонс II), король Неаполя (Альфонсо I) с 1442, сын предыдущего
- 1458—1479 : Хуан II (1398—1479), герцог Монблана 1412—1458, принц Жироны 1416—1458, герцог Гандиа 1433—1439, 1461—1479, граф Рибагорсы 1425—1458, король Наварры с 1425, граф Барселоны, король Арагона, Валенсии, Мальорки, Сицилии, Сардинии с 1458, брат предыдущего

В 1462—1479 годах во время войны против Хуана II графство было оккупировано. Его правителями в это время были:
- 1462—1463 : Энрике I Бессильный (1425—1474), король Кастилии и Леона (Энрике IV) с 1454
- 1464—1466 : Педро IV Коннетабль (1429—1466), провозглашен в 1464 году королём Арагона (Педро V) и графом Барселоны, коннетабль Португалии, Великий магистр Ависского ордена
- 1466—1479 : Рене I Добрый (1409—1480), герцог Лотарингии 1431—1453, герцог Прованса и Анжу с 1434, король Неаполя 1435—1442, граф Барселоны 1466—1479

После смерти Хуана II Барселона вернулась под управление Трастамарской династии.
- 1479—1516 : Фердинанд (Ферран) II (1452—1516), герцог Монблана 1458—1479, граф Рибагорсы 1458—1469, принц Жироны 1461—1479, король Кастилии и Леона (Фердинанд V) 1474—1504, граф Барселоны, король Арагона, Валенсии, Мальорки, Сардинии и Сицилии (Фердинанд III) с 1479, король Неаполя (Фердинанд III) с 1503, король Наварры (Фердинанд I) 1512—1515, регент Кастилии и Леона с 1507, сын Хуана II

В 1516 году Барселона вместе с Арагоном стала частью Испанского королевства, а титул графа Барселоны вошёл в состав официального титула короля Испании.

## Титулярные графы Барселоны

### Бурбоны
- 1641—1643 : Людовик XIII

В 1978 году король Испании Хуан Карлос I даровал титул графа Барселоны своему отцу, который носил его до своей смерти. Так как его единственный сын стал правящим королём Испании, со смертью Хуана титул графа Барселонского вернулся к Короне.
- 1978—1993 : Хуан де Бурбон (1913—1993)